# Campeonato Armênio de Futebol de 2023–24 – Primeira Divisão
A Primeira Divisão do Campeonato Armênio de Futebol de 2023–24, também conhecida como Armenian Premier League de 2023–24 e por razões de paatrocínio como IDBank Premier League de 2023–24, é a 32.ª temporada do campeonato de clubes equivalente à primeira divisão do futebol armeno.
A temporada é disputada entre 29 de julho de 2023 e 2024 e conta com a participação de dez equipes: nove que permanceram da edição anterior mais o clube promovido da segunda divisão de 2022–23. A organização da competição é da Federação de Futebol da Armênia (em inglês:  Football Federation of Armenia, sigla: FAF), entidade máxima do futebol na Armênia.

## Pré-temporada
Em 7 de julho de 2023, a Federação de Futebol da Armênia anunciou o calendário de jogos da temporada de 2023–24, com o início do campeoanto marcado para 29 de julho do 2023.
Em 28 de julho de 2023, a Federação de Futebol da Armênia anunciou o IDBank como o novo patrocinador master do campeonato.

## Regulamento
Os 10 clubes se enfrentam em quatro turnos (dois de ida e dois de volta) e, ao fim das 36 rodadas, o time com o maior número de pontos fica com o título armeno. O campeão entra na primeira pré-eliminatória da Liga dos Campeões de 2024–25, enquanto o segundo e o terceiro colocados disputam a primeira pré-eliminatória da Liga Conferência Europa de 2024–25. Por outro lado, o último colocado é rebaixado para a segunda divisão de 2024–25 e o 9º colocado disputará uma repescagem (play-off) para evitar o rebaixamento.

## Participantes
| Clube          | Cidade       | Estádio (mando)         | Temporada anterior             | Título(s)              |
| -------------- | ------------ | ----------------------- | ------------------------------ | ---------------------- |
| Alashkert      | Erevã        | Estádio Alaškert        | 4º lugar                       | 4 (último em 2020–21)  |
| Ararat Yerevan | Erevã        | Estádio Republicano     | 6º lugar                       | 1 (em 1993)            |
| Ararat-Armenia | Erevã        | FFA Academy Stadium     | 3º lugar                       | 2 (último em 2019–20)  |
| BKMA           | Erevã        | FFA Academy Stadium     | 9º lugar                       | 0 (nenhum)             |
| Noah           | Erevã        | Estádio de Abovyan      | 8º lugar                       | 0 (nenhum)             |
| Pyunik         | Erevã        | Estádio Republicano     | 2º lugar                       | 15 (último em 2021–22) |
| Shirak         | Guiumri      | Estádio de Gyumri       | 7º lugar                       | 4 (último em 2012–13)  |
| Urartu         | Erevã        | Estádio do Urartu       | Campeão                        | 2 (último em 2022–23)  |
| Van            | Charentsavan | Estádio de Charentsavan | 5º lugar                       | 0 (nenhum)             |
| West Armenia   | Erevã        | Estádio Junior Sport    | (promovido da segunda divisão) | 0 (nenhum)             |

## Classificação
| Pos | Equipe         | Pts | J  | V  | E | D  | GP | GC | SG  | Classificação ou descenso                                                           |
| --- | -------------- | --- | -- | -- | - | -- | -- | -- | --- | ----------------------------------------------------------------------------------- |
| 1   | Pyunik         | 48  | 20 | 14 | 6 | 0  | 51 | 14 | +37 | Classificado para a primeira pré-eliminatória da Liga dos Campeões de 2024–25       |
| 2   | Noah           | 42  | 20 | 14 | 0 | 6  | 43 | 19 | +24 | Classificado para a primeira pré-eliminatória da Liga Conferência Europa de 2024–25 |
| 3   | Ararat-Armenia | 42  | 20 | 13 | 3 | 4  | 44 | 20 | +24 | Classificado para a primeira pré-eliminatória da Liga Conferência Europa de 2024–25 |
| 4   | Urartu         | 34  | 20 | 10 | 4 | 6  | 33 | 30 | +3  |                                                                                     |
| 5   | Alashkert      | 32  | 20 | 9  | 5 | 6  | 32 | 25 | +7  |                                                                                     |
| 6   | BKMA           | 22  | 20 | 7  | 1 | 12 | 23 | 36 | −13 |                                                                                     |
| 7   | Ararat Yerevan | 21  | 20 | 6  | 3 | 11 | 19 | 33 | −14 |                                                                                     |
| 8   | West Armenia   | 17  | 20 | 5  | 2 | 13 | 24 | 48 | −24 |                                                                                     |
| 9   | Van            | 14  | 20 | 4  | 2 | 14 | 19 | 46 | −27 | Repescagem pela permanência na primeira divisão de 2024–25                          |
| 10  | Shirak         | 13  | 20 | 3  | 4 | 13 | 18 | 35 | −17 | Rebaixado para a segunda divisão de 2024–25                                         |

1. 1 2  Partidas vencidas: Noah 14, Ararat-Armênia 13
2. ↑  Os vencedores da Taça da Armênia de 2023–24 se qualificam para a Segunda pré-eliminatória da Liga de Conferência. Se os vencedores da Taça da Arménia terminarem entre os três primeiros da Premier League da Arménia, o quarto classificado qualificar-se-á para a primeira pré-eliminatória da Liga Conferência.